# ヒラ・リバー・アリーナ
デザート・ダイヤモンド・アリーナ（Desert Diamond Arena）はアリゾナ州グレンデールに位置する多目的アリーナ。

## 概要
2003年にこけら落とし。それまでのアメリカ・ウエスト・アリーナから移転したNHLのアリゾナ・コヨーテズを本拠地としていた。当初はグレンデール・アリーナだったが、2006年に求人情報サイトのJobing.comが10年契約、3000万ドルの命名権を取得し、ジョビングドットコム・アリーナとなった。しかし2014年、ヒラ・リバー・カジノズが9年契約の命名権を取得。市議会の承認を経て同年9月10日に現在の名称となった。また、NLLのアリゾナ・スティングの本拠地でもあった。
グレンデール市が過去数年、年単位で結んでいたアリーナのリース契約を2021-22シーズン以降は更新しないことを決定したことにより、コヨーテズは本拠地をテンピにあるマレット・アリーナへ移転した。